# Loudon County
Loudon County är ett administrativt område i delstaten Tennessee, USA. År 2010 hade countyt 48 556 invånare. Befolkningen uppgick till 39 086 vid folkräkningen år 2000. Den administrativa huvudorten (county seat) är Loudon. Området ingår i Knoxville Metropolitan Area.

## Geografi

### Angränsande countyn
- Knox County - nordost
- Blount County - öst
- Monroe County - syd
- McMinn County - sydväst
- Roane County - nordväst